# بحيرة هاغينز
بحيرة هاغينز هي بحيرة صغيرة تقع في الشمال الشرقي من بيفركيل في مقاطعة ديلاوير في نيويورك. فهي تتدفق إلى الجزء الجنوبي من خلال تجويف هاغينز الذي بدوره يتدفق في بيفركيل. كانت البحيرة موقعًا للمرتفعات الهندية، وهي مخيم صيفي للكشافة تتم إدارته عن بعد من قبل مجلس مقاطعة كامدن في نيو جيرسي، وكان على رأس العمل ما بين 1962 و1985. اعتُبرمخيم المرتفعات الهندية بدائيًا، مع عدم وجود أكواخ أو قاعة طعام. وكان الكشافة والموظفين ينامون في الخيام الجدارية: الهيكل الوحيد كان عبارة عن ثلاجة كبيرة، ولا يزال الوتد الخرساني مرئي شرق مخرج البحيرة.